# Ролф Лиси
Ролф Лиси (на немски: Rolf Lyssy) е швейцарски режисьор, оператор и сценарист.
Роден е на 25 февруари 1936 година в Цюрих. Учи фотография, от 1956 година работи като оператор, а от 1968 година режисира собствени филми. Най-голям успех има неговата комедия „Die Schweizermacher“ (1978), смятана до днес за един от най-популярните швейцарски филми.

## Избрана филмография
- „Konfrontation“ (1974)
- „Die Schweizermacher“ (1978)
- „Kassettenliebe“ (1981)
- „Die letzte Pointe“ (2017)